# Gerhard Elsner
Gerhard Elsner (* 30. Oktober 1930 in Senftenberg, Niederlausitz; † 15. September 2017 in München) war ein deutscher Maler und Graphiker.

## Leben
Gerhard Elsner wurde am 30. Oktober 1930 in Senftenberg geboren. Von 1952 bis 1954 studierte er Kunst und Geschichte an der Universität Freiburg sowie Malerei an der Freiburger Staatlichen Akademie der Künste bei Rudolf Dischinger und Heinrich Wittmer. Von 1954 bis 1956 war er Schüler von Wilhelm Schnarrenberger, Staatliche Akademie der Bildenden Künste Karlsruhe. Nachdem er das Staatsexamen für das Lehramt in Kunst (Karlsruhe) und für Geschichte (Freiburg) abgelegt hatte, absolvierte er von 1957 bis 1960 sein Referendariat für Kunstgeschichte in Offenbach. Von 1960 bis 1970 war er als Kunstlehrer in Frankfurt am Main tätig, später wechselte er als Gymnasiallehrer für Kunst nach Überlingen an den Bodensee. 1992 beendete er seine pädagogische Tätigkeit, um sich ganz der Malerei zu widmen. 1997 zog Gerhard Elsner nach München um. Von 1972 bis 1997 war er Mitglied im Verband Bildender Künstler Baden-Württemberg und gehörte dem Internationalen Bodenseeclub an, der mit zahlreichen Ausstellungen dazu beitrug, das Werk Elsners in die Öffentlichkeit zu tragen. Er starb am 15. September 2017 in München.

## Werk
„Die Entwicklung des Elsnerschen Werks vollzieht sich in Wellen und Schüben. Ein Aspekt der Wirklichkeit wird nach allen Seiten hin durchforscht, seine Möglichkeiten werden unermüdlich ausgelotet. Dann ist der Punkt erreicht, an dem der Abstoß zu etwas Neuem erfolgt. Ein solcher Schritt geschieht in Augenblicken des Stagnierens […], einer inneren Ratlosigkeit, in der sich auf einmal etwas Neues anbietet, das leidenschaftlich ergriffen wird und die Stagnation zum Schwung neuer Produktion löst.“
Die in den 1950er Jahren entstandenen frühen Werke zeigen mit den stilllebenhaften Motiven und der gedämpften Farbigkeit noch den Einfluss des Karlsruher Lehrers Wilhelm Schnarrenberger. Anfang der 1960er Jahre tritt eines der künftig werkbestimmenden Motive auf: die Stadt. Die Bilder dieser Zeit sind flächig angelegt und betonen das struktive Element. Der kleinteilig-verschachtelte Aufbau zielt auf eine Ornamentalisierung des Stadtmotivs. In den 1970er Jahren wird das feste Gerüst durch einen impulsiveren Strich aufgebrochen, die Konturen durch eine monochrome Farbgebung verwischt. Elsner bevorzugt gebrochene Farben in Braun, Grau und Schwarz. Er nutzt den Kontrast zwischen den Nichtfarben Schwarz und Weiß und ihren Übergängen.
Seit Mitte der 1970er Jahre stellt Elsner die Stadt nicht mehr in der aufrisshaften Totalen dar, sondern einzelne Straßen, die von hohen Fassaden gesäumt werden und in denen der Blick des Betrachters durch Ecken und Winkel gehemmt wird. Die Straßen werden bevölkert von nur umrisshaft gestalteten, wie in einer Momentaufnahme erstarrten Figuren. Ihr Weg auf der einen Straße ohne Ausweichmöglichkeit scheint unveränderlich vorgezeichnet. Die Großstadt wird zur Chiffre für Vereinsamung und Entseelung des modernen Lebens.
Mit den Bildern der 1980er und 1990er Jahre nimmt Elsner weitere Symbole hinzu: Unterführungen, U-Bahn-Schächte oder Rolltreppen sind Chiffren für das Gefangensein des Menschen in einer mechanisierten, blind beschleunigten Welt. Unterschwellig thematisiert der Maler auch den Übertritt in eine von Schatten bevölkerte Unterwelt. Die Stadt gilt ihm als Metapher für das Eingeschlossensein des Menschen in seiner privaten und gesellschaftlichen Vorhölle und für seine Erlösungssehnsucht. Die seit Mitte der 1990er Jahre entstandenen Bilder zeichnet die Rückkehr zu stärkerer Farbigkeit aus. Häufig sind es Darstellungen von Figurenpaaren oder -gruppen. Elsner kommt hier durch Reduzierung und Betonung der Linearität häufig zu charakteristischen Gestaltungslösungen. Entscheidend für den Gesamteindruck ist auch die vom Maler mit großer Aufmerksamkeit behandelte Oberflächenstruktur: durch pastosen Auftrag bis hin zur Reliefwirkung wird sie zum ausdrucksbestimmenden Faktor. Die Rückkehr zur Flächigkeit, eine glatte Oberfläche und die Nutzung des Hell-Dunkel-Kontrasts sind charakteristisch für die späten Landschaftsbilder. Sie wurden entscheidend durch eine 2004 unternommene Reise nach Norwegen und auf die Lofoten angeregt. Als Techniker ist Elsner ein aufgeschlossener Experimentator. Neben den Gemälden in Öl entstanden zahlreiche Arbeiten in Mischtechnik, in denen der Künstler auch außermalerische Medien und Bildträger einbezieht. Zu Elsners Schaffen gehören auch Graphiken (vorwiegend Radierungen und Linolschnitte). In den 1990er Jahren entstanden mehrere Kreuzweg-Zyklen für Kirchen.

## Werkeinordnung
Wegen seines unermüdlichen Interesses am Menschen ist Elsner als moderner Realist zu verstehen. Ihm geht es jedoch nicht um die naturgetreue Abbildung oder ein konkretes Einzelwesen, sondern um die Bedingung der menschlichen Existenz in der Moderne selbst. Malerei soll nach Elsners Ansicht „Probleme der Zeit wiedergeben und ausdrücken.“ In den alltäglichen Situationen, die Passanten in Straßenschluchten, beleuchteten Schaufenstervitrinen oder durch U-Bahn-Geschosse hastende Menschen zeigen, wird ein symbolischer, sogar mythischer Untergrund sichtbar. Elsner schöpft seine Inspiration etwa aus den Carceri von Piranesi, aber auch aus literarischen Quellen wie mittelalterlichen Legenden  oder Hermann Kasacks Roman Die Stadt hinter dem Strom. Besonders in den Bildern der 1990er Jahre geht Elsner sehr weit in der Auflösung der dinglichen Formen, überschreitet jedoch niemals die Grenze zur reinen Abstraktion.

## Einzelausstellungen (Auswahl)
- 1971  Städtische Galerie Fauler Pelz, Überlingen
- 1972  Galerie Vayhinger, Radolfzell
- 1972  Villa Prym, Konstanz
- 1972  Neues Amtsgericht, Stuttgart-Bad Cannstatt
- 1973  Galerie Kunsthäusle, Singen
- 1976  Galerie das Bild, Berlin
- 1977  Galerie Elitzer, Saarbrücken
- 1978  Städtische Wessenberg-Galerie, Konstanz
- 1978  Wallgrabentheater (Kunstverein Freiburg), Freiburg im Breisgau
- 1979  Städtische Galerie „Rungesaal“ im Rathaus, Lindau
- 1980  Städtische Galerie Fauler Pelz, Überlingen
- 1981  Rathausgalerie, Rottenburg am Neckar
- 1983  Schwarzes Kloster (mit Claude Cazanova), Freiburg im Breisgau
- 1991  Städtische Wessenberg-Galerie,  Konstanz
- 1994  Städtische Galerie Fauler Pelz, Überlingen
- 1997  Galerie Haus des Gastes, Sipplingen
- 1998  Forum der Stadthalle (zusammen mit Bildhauerin Marlene Neubauer-Woerner), Germering
- 1999  Rathausgalerie, Gersthofen
- 2000  Städtische Galerie Fauler Pelz, Überlingen
- 2006  Bürgerhaus, Garching bei München
- 2010  Rathaus (zusammen mit Bildhauer Mal Myrtaj), Singen
- 2012  Gerhard Elsner: Maler der Zwischenwelten, Galerie von Abercron, München
- 2018  Menschen – Scholz & Elsner, MAC Museum Art Cars, Singen

## Werke im Besitz folgender Museen und öffentlichen Einrichtungen
- Deutscher Bundestag, Berlin
- Stadt Frankfurt am Main
- Museum für Neue Kunst, Freiburg im Breisgau
- Regierungspräsidium, Freiburg im Breisgau
- Landratsamt Friedrichshafen
- Stadt Garching bei München
- Stadt Germering
- Stadt Gersthofen
- St. Marien, Kemberg / Sachsen
- Landratsamt, Konstanz
- Regierungspräsidium, Konstanz
- Städtische Wessenberg-Galerie, Konstanz
- Landratsamt Konstanz
- St. Mechthild, Magdeburg
- St. Josef, Magdeburg-Neu Olvenstedt
- Kunstsammlung Lausitz, Senftenberg (Gemälde Stadtstruktur und Aquarell. Beide wurden von Elsner der Kunstsammlung geschenkt[5])
- MAC – Museum Art & Cars Singen
- Regierungspräsidium Tübingen